# Wang Zifeng
Wang Zifeng (12 de setembro de 1997) é uma remadora chinesa, medalhista olímpica.

## Carreira
Zifeng conquistou a medalha de bronze nos Jogos Olímpicos de Verão de 2020 em Tóquio com a equipe da China no oito com feminino, ao lado de Guo Linlin, Ju Rui, Li Jingjing, Miao Tian, Wang Yuwei, Xu Fei, Zhang Min e Zhang Dechang, com o tempo de 6:01.21.